# Dębowa Kłoda
Dębowa Kłoda [pronunciación en polaco: /dɛmˈbɔva ˈkwɔda/] es un pueblo ubicado en el condado de Parczew, Voivodato de Lublin, en el este de Polonia. Es la sede de la gmina (distrito administrativo) llamada Gmina Dębowa Kłoda. Se encuentra a unos 12 kilómetros al este de Parczew y a 50 kilómetros al noreste de la capital regional Lublin.